# Борленго
Борленго (итал. borlengo, множественное число: borlenghi, также burlengo или zampanelle) представляют собой тонкие лепёшки или блины, характерные для региона Эмилия-Романья, точнее, холмистой местности Эмильяна, между провинциями Модена и Болонья, приготовленные из воды (молока), яиц (иногда не используются), муки и соли. Первоначально это была еда, которую ели бедняки, она готовилась из муки и воды, теперь их часто готовят на улице в сковороде размером с колесо телеги.
Блины промазывают смесью, которая называется кунца (cunza) – намазка из жира или смальца, может содержать розмарин, чеснок, солёную свинину, оливковое масло; также c обжаренной панчеттой и колбасой. Посыпается пармезаном и складывается вчетверо.

## Этимология и история
Этимология восходит к слову burla, «шутить, шутка», и на этот счёт существует как минимум три теории :
- Борленго были результатом «шутки» домохозяйки, которая из воды и муки готовила традиционное тесто для хлеба crescenta или crescentina, чтобы приготовить его в тигелле (tigelle - раскалённые терракотовые диски). Женщина, найдя тесто слишком жидким, не выбросила его, но все же попыталась получить из него что-нибудь съедобное, и ей это удалось.
- Борленго ели на карнавале, значит, это была «еда-шутка».
- Шутка заключается в том, что борленго — очень объемная и сытная еда, хотя и очень лёгкая, потому блины очень тонкие.

Вокруг борленго сложились мифы и предания, которые приписывают авторство тому или иному региону . Вполне вероятно, что уже в Средние века эта еда была широко распространена между Болоньей и Моденой.

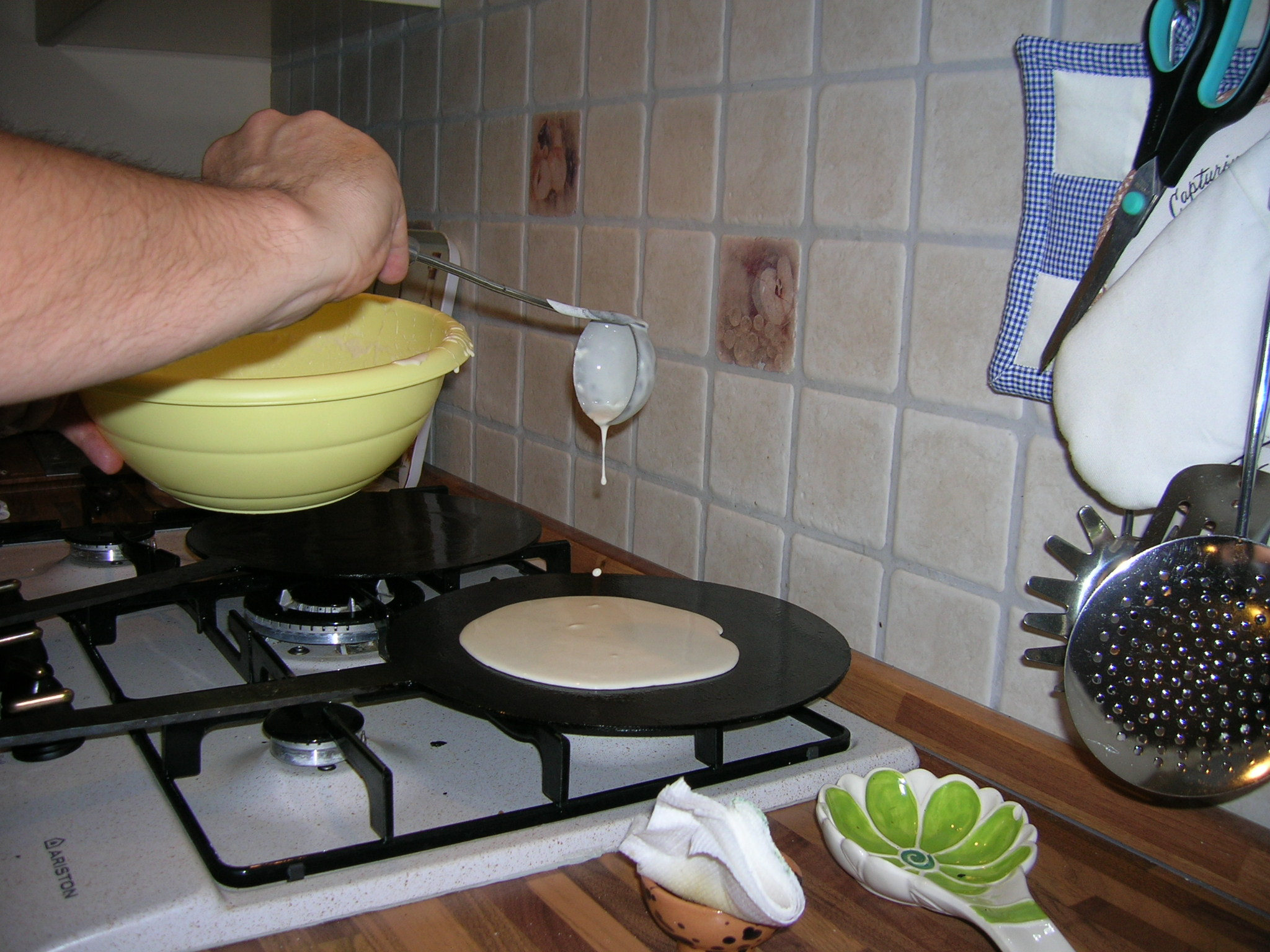
Приготовление борленго из жидкого как «клей» теста

Самая старое упоминание датируется 1266 годом в Гуилье , во время осады замка Монтевалларо войсками моденских гвельфов из семьи Альгани, во главе с Низеттой дельи Ости, Руффо деи Росси, Пепетто деи Трента и Креспан Душ. Защитники усадьбы, Уголино да Гуилья и семья Грасольфи, могли сопротивляться в течение длительного времени благодаря большим лепёшкам из муки и воды приправленных травами, прежде чем сдаться 4 июля. С продолжением осады муки недоставало, лепёшки мельчали и становились всё тоньше, становясь почти прозрачными: они «деградировали» из ранга еды в ранг «шутки», или «бурленго», отсюда современное название. Их приготовление распространилась на остальные Апеннины благодаря немногим выжившим после осады.
В местности вниз по реке Панаро, к городу Виньоле, легенда гласит, что эта пища была приготовлена при сходных обстоятельствах, то есть во время осады замка, которым управлял Якопино Рангони, которая произошла в 1386 году армией графа Джованни да Барбиано, союзника Исаако и Джентиле Грассони.
Более сомнительное происхождение – это то, как рассказывается в музее борленго в Зокке: борленги произошли от настоящего мошенничества. Говорится о лавочнике, который в базарные дни продавал хлеб и фокаччу, однако разбавлял тесто водой в зависимости от количества покупателей .
Наконец, в Монтомбраро связь с «шуткой» возвращается: местный лорд и в самом деле угостил этой тонкой выпечкой знакомых и друзей, собравшихся вместе с обещанием сытного обеда. К несчастью для него, гостям настолько понравилась эта необычная еда, что они были покорены и настаивали на том, чтобы их приглашали к столу ещё много раз.